# Regillio Simons
Regillio Simons (Amsterdam, 28 juni 1973) is een Nederlands voetbaltrainer en voormalig profvoetballer. Simons kwam tijdens zijn voetbalcarrière uit voor Telstar, Fortuna Sittard, NAC, Willem II, Kyoto Purple Sanga, FC Den Haag, TOP Oss en Türkiyemspor. Van december 2023 tot en met mei 2024 was Simons hoofdtrainer van Eredivisionist FC Volendam.

## Spelerscarrière
Simons begon met voetballen bij SV Amstelland United. Hij speelde van 1984 tot 1986 in de jeugdafdeling van AFC Ajax, na enkele omzwervingen maakte hij pas in 1993 zijn debuut in het betaald voetbal voor Telstar.
Zijn beste periode was in dienst bij Fortuna Sittard, dat onder leiding stond van Bert van Marwijk. In het seizoen 1998/1999 droeg hij met twee doelpunten bij aan de 1-3 overwinning op Ajax in de Amsterdam ArenA. In hetzelfde jaar maakte Simons vier doelpunten in de thuiswedstrijd tegen PSV (6-4 gewonnen). Fortuna haalde dat seizoen eveneens de bekerfinale. Simons was publiekslieveling in Sittard en had een groot aandeel in het gloriejaar van de club.
Simons sloot zijn betaald voetbalcarrière af bij TOP Oss en ging daarna voetballen bij Türkiyemspor, een Amsterdamse amateurclub uitkomend op het derde niveau van het Nederlands voetbal. In de drie jaar dat hij bij Turkiyemspor zat, werd hij kampioen van de Hoofdklasse A in 2006 en won hij eenmaal de KNVB beker voor amateurs in 2007.

## Trainerscarrière
Na het beëindigen van zijn actieve spelerscarrière werd Simons assistent-trainer voor JOS Watergraafsmeer, waar hij assistent werd van Bart Logchies. Hierna was hij actief bij diverse Nederlandse amateurclubs. Simons is sinds 2010 in het bezit van het diploma UEFA Pro, dat gelijkwaardig is aan de opleiding Coach Betaald Voetbal in Nederland. Van 2013 tot 2017 was Simons werkzaam in de Ajax Jeugdopleiding. Daarna was hij een seizoen hoofd jeugdopleiding van ASV De Dijk In juni 2023 werd hij gepresenteerd als nieuwe assistent-trainer van Michael Dingsdag bij Jong FC Volendam. Een half jaar later werd Simons de nieuwe hoofdtrainer van FC Volendam met Dingsdag als zijn assistent, na het vertrek van Matthias Kohler. Dit omdat Dingsdag niet de juiste papieren had om als hoofdtrainer in de Eredivisie te mogen fungeren. In mei 2024 degradeerde FC Volendam onder zijn leiding uit de Eredivisie. Simons verliet de ploeg aan het einde van het seizoen.

## Persoonlijk leven
Simons werd geboren in Amsterdam als zoon van Surinaamse ouders. Hij heeft met zijn vrouw twee zonen, die beiden de voetbalsport beoefenen. Zijn oudste zoon, Faustino Simons, speelde onder meer voor de clubs FSC Lohfelden (Duitsland) en UE Cornellà (Spanje). Zijn jongste zoon Xavi Simons is profvoetballer.